# Sölvesborgs socken
Sölvesborgs socken i Blekinge ingick i Listers härad, uppgick 1952 i Sölvesborgs stad och området är sedan 1971 en del av Sölvesborgs kommun, från 2016 inom Sölvesborgs distrikt i Blekinge län.
Socknens areal är 16,67 kvadratkilometer land. År 1952 fanns här 1 117 invånare. Ruinerna efter Sölvesborgs slott ligger i denna socken medan sockenkyrkan Sankt Nicolai kyrka är gemensam med staden och ligger i denna.

## Administrativ historik
Socknen har medeltida ursprung. 
1835 bildades Sölvesborgs stad som en utbrytning ur socknen som därefter utgjorde närområdet omkring. Vid kommunreformen 1862 övergick socknens ansvar för de borgerliga frågorna till Sölvesborgs landskommun. 1868 bildades slutligen också en fristående Sölvesborgs landsförsamling. Församlingen uppgick 1951 i Sölvesborgs församling och 1952 inkorporerades landskommunen i Sölvesborgs stad som sedan 1971 uppgick i Sölvesborgs kommun.  Fram till 1889 tillhörde Ynde och Valje Kristianstads län medan övriga delar av socknen tillhörde Blekinge län. 1890 återfördes Ynde och Valje till Blekinge län. Ön Hanö överfördes 1885 från Sölvesborg socken till Mjällby socken.
1 januari 2016 inrättades distriktet Sölvesborg, med samma omfattning som Sölvesborgs församling hade 1999/2000, och vari detta sockenområde ingår.
Socknen har tillhört fögderier, tingslag och domsagor enligt vad som beskrivs i artikeln Listers härad.
Socken indelades fram till 1901 i 11 båtsmanshåll, vars båtsmän tillhörde Blekinges 4:e (1:a före 1845) båtsmanskompani.

## Geografi
Sölvesborgs socken omger staden. Socken ligger vid Östersjön och Hanöbukten i söder. Socknen har det skogbeklädda Ryssberget i nordost och är i övrigt en odlad slättbygd.

## Fornlämningar
Stenåldersboplatser finns vid slottet, Hulte och Sölve. Vid Varvet finns en offerkälla. Ruiner efter skansar finns på Skansholmen och Varvet.

## Namnet
Namnet skrevs 1343 Siluisborgh och kommer från slottet (borgen). Förleden anses innehålla Sylvir, 'den grumliga' och syftar på den inre delen av Sölvesborgsviken.

## Befolkningsutveckling
| Befolkningsutvecklingen i Sölvesborgs socken 1810–1940 | Befolkningsutvecklingen i Sölvesborgs socken 1810–1940 | Befolkningsutvecklingen i Sölvesborgs socken 1810–1940 | Befolkningsutvecklingen i Sölvesborgs socken 1810–1940 | Befolkningsutvecklingen i Sölvesborgs socken 1810–1940 |
| --- | ------------------------------------------------------ | ------------------------------------------------------ | ------------------------------------------------------ | ------------------------------------------------------ |
| |                                                        |                                                        |                                                        |                                                        |
| År |                                                        |                                                        | Folkmängd                                              |                                                        |
| 1810 | 1810                                                   |                                                        | 513                                                    |                                                        |
| 1820 | 1820                                                   |                                                        | 508                                                    |                                                        |
| 1830 | 1830                                                   |                                                        | 524                                                    |                                                        |
| 1840 | 1840                                                   |                                                        | 566                                                    |                                                        |
| 1850 | 1850                                                   |                                                        | 571                                                    |                                                        |
| 1860 | 1860                                                   |                                                        | 597                                                    |                                                        |
| 1870 | 1870                                                   |                                                        | 623                                                    |                                                        |
| 1880 | 1880                                                   |                                                        | 783                                                    |                                                        |
| 1890 | 1890                                                   |                                                        | 578                                                    |                                                        |
| 1900 | 1900                                                   |                                                        | 547                                                    |                                                        |
| 1910 | 1910                                                   |                                                        | 548                                                    |                                                        |
| 1920 | 1920                                                   |                                                        | 730                                                    |                                                        |
| 1930 | 1930                                                   |                                                        | 961                                                    |                                                        |
| 1940 | 1940                                                   |                                                        | 1 075                                                  |                                                        |
| Anm: Tabellen avser Sölvesborgs landsförsamling, ej staden. Källor: Umeå universitet - Tabellverket 1749-1859, Demografiska databasen, CEDAR, Umeå universitet |                                                        |                                                        |                                                        |                                                        |

### Fotnoter
1. 1 2 3  Svensk Uppslagsbok andra upplagan 1947–1955: Sölvesborg socken
2. ↑  Harlén, Hans; Harlén Eivy (2003). Sverige från A till Ö: geografisk-historisk uppslagsbok. Stockholm: Kommentus. Libris 9337075. ISBN 91-7345-139-8
3. ↑  ”Förteckning (Sveriges församlingar genom tiderna)”. Skatteverket. 1989. http://www.skatteverket.se/privat/folkbokforing/omfolkbokforing/folkbokforingigaridag/sverigesforsamlingargenomtiderna/forteckning.4.18e1b10334ebe8bc80003999.html. Läst 17 december 2013.
4. ↑  "Ostkanten" om Blekinge och Södra Möres båtsmän
5. ↑  Geografiskt-statistiskt handlexikon öfver Sverige, C.M. Rosenberg 1882-83.
6. 1 2  Sjögren, Otto (1932). Sverige geografisk beskrivning del 3 Blekinge, Kristianstads, Malmöhus och Hallands län samt staden Göteborg. Stockholm: Wahlström & Widstrand. Libris 9940
7. ↑  Fornlämningar, Statens historiska museum: Sölvesborgs socken
8. ↑  Fornminnesregistret, Riksantikvarieämbetet: Sölvesborgs socken Fornminnen i socknen erhålls på kartan genom att skriva in sockennamn (utan "socken") i "Ange geografiskt område"
9. ↑  Mats Wahlberg, red (2003). Svenskt ortnamnslexikon. Uppsala: Institutet för språk och folkminnen. Libris 8998039. ISBN 91-7229-020-X. https://isof.diva-portal.org/smash/get/diva2:1175717/FULLTEXT02.pdf